# Stefan Weber (Islamwissenschaftler)
Stefan Weber (* 17. Oktober 1967 in Aachen) ist ein deutscher Islamwissenschaftler und Kunsthistoriker. Er ist seit 2009 Direktor des Museums für Islamische Kunst in Berlin.

## Leben
Während eines Studiums von 1990 bis 1996 mit Magisterabschluss der Universität Bonn studierte Stefan Weber Islamwissenschaften (Arabisch, Persisch, Türkisch) und Islamische Kunstgeschichte. 1996 bis 2001 war er an der Abteilung Damaskus des Deutschen Archäologischen Instituts tätig und beschäftigte sich mit der Stadt- und Baugeschichte von Damaskus. Er wurde 2001 an der Freien Universität Berlin promoviert und war bis 2007 wissenschaftlicher Referent am Orientinstitut der Deutschen Morgenländischen Gesellschaft in Beirut. In der Zuständigkeit für Kunst- und Stadtgeschichte leitete er Restaurierungs- und Museumsprojekte im Libanon und in Syrien.
Anschließend wurde er Assistant Professor of Material History am Institute for the Study of Muslim Civilisations an der Aga Khan University in London. Anfang Juli 2008 bestimmte der Stiftungsrat der Stiftung Preußischer Kulturbesitz Stefan Weber zum Direktor des Museums für Islamische Kunst in Berlin ab 1. Februar 2009. Er ist außerdem Honorarprofessor am Kunsthistorischen Institut der Freien Universität Berlin.

## Leistungen
Stefan Weber leitete mehrere internationale und interdisziplinäre Forschungs-, Restaurierungs- und Dokumentationsprojekte. Ein wichtiger Schwerpunkt seiner Veröffentlichungen ist die Architekturgeschichte Syriens in osmanischer Zeit. So beschäftigte er sich u. a. auch mit dem Aleppo-Zimmer im Museum für Islamische Kunst. Er arbeitete außerdem an Museumskonzeptionen und Ausstellungen.
Stefan Weber ist unter anderem Mitglied des International Council on Monuments and Sites, korrespondierendes Mitglied des Deutschen Archäologischen Instituts und arbeitet im internationalen Komitee des Kongresses für Türkische Kunst.

## Veröffentlichungen (Auswahl)
- Zeugnisse Kulturellen Wandels: Stadt, Architektur und Gesellschaft des osmanischen Damaskus im 19. und frühen 20. Jahrhundert. Berlin 2006 (Digitalisat – Dissertation, Berlin, Freie Universität 2001).
- Das Anfang vom Ende. Der Wandel bemalter Holzvertäfelungen in Damaskus des 18. und 19. Jahrhunderts. In: Julia Gonnella, Jens Kröger (Hrsg.): Angels, Peonies, and Fabulous Creatures: The Aleppo Room in Berlin. International Symposium of the Museum für Islamische Kunst - Staatliche Museen zu Berlin 12.–14. April 2002. Rhema, Münster, Westfalen 2008, ISBN 978-3-930454-82-2, S. 153–164.
- The Empire in the City: Arab Provincial Capitals in the Late Ottoman Empire. In: J. Hanssen, Th. Philipp, Stefan Weber (Hrsg.): Beiruter Texte und Studien. Band 88. Beirut 2002.
- Damascus: Ottoman Modernity and Urban Transformation (1808–1918). Aarhus University Press, Aarhus 2009, ISBN 978-87-7934-424-2.